# Paweł Edmund Strzelecki
Il conte Paweł Edmund Strzelecki, conosciuto in Inghilterra anche come Sir Paul Edmund de Strzelecki, o Paul Edmund Graf von Strzelecki (Głuszyna, 20 luglio 1797 – Londra, 6 ottobre 1873), è stato un geologo, esploratore e alpinista polacco.

## Vita e opere
Dopo aver completato gli studi a Varsavia ed effettuato il servizio militare presso l'esercito prussiano, nel 1830 Paweł Edmund Strzelecki si trasferì in Inghilterra e da qui alla volta di New York. Intraprese diversi viaggi esplorativi in Nord e Sud America e in India. Esplorò anche Giava, parte della Cina e l'Egitto. Intorno al 1840 cominciò l'esplorazione dell'Australia e della Nuova Zelanda. Il 15 febbraio dello stesso anno conquistò la vetta più alta dell'Australia, e gli diede il nome di Monte Kosciuszko, in onore dell'eroe nazionale polacco Tadeusz Kościuszko.
Nel 1873 muore a Londra di tumore al fegato.

## Eponimi
Australia
- Strzelecki Ranges, Victoria
- Monte Strzelecki, Territorio del Nord
- Strzelecki Peak, sull'isola Flinders (Tasmania)
- Strzelecki Creek, Australia Meridionale
- Deserto di Strzelecki, ad est del Lago Eyre in Australia Meridionale

Canada
- Strzelecki Harbour

## Opere
- Physical description of New South Wales and Van Diemen's Land. London 1845.